# Tara Maclay
Tara Maclay, kallad Tara, är en fiktiv figur som förekommer i Buffy och vampyrerna (1997-2003), och spelas av Amber Benson. 
Tara, som är häxa, träffar Willow på college genom en grupp som utövar häxkonster. Tara är en väldigt blyg, duktig och godhjärtad häxa med familjeproblem. Under serien får man inte veta mycket om Taras förflutna, förutom att hennes mamma, som också var en häxa, dog när Tara bara var 17 år. Hon har ett mycket ansträngt förhållande till sin resterande familj, eftersom de hävdar att Taras och hennes mors krafter har ursprung i demonblod. 
Under slutet av fjärde säsongen inleder hon och Willow ett förhållande, som varar fram tills Willow börjar missbruka magi under säsong sex. Just när Tara och Willow börjar hitta tillbaka till varandra blir Tara skjuten till döds av Warren Mears och dör i Willows armar. Taras död gör Willow galen av ilska och sorg, så arg att hon börjar bruka ond magi för att hämnas henne.